# Hugo Scheinert

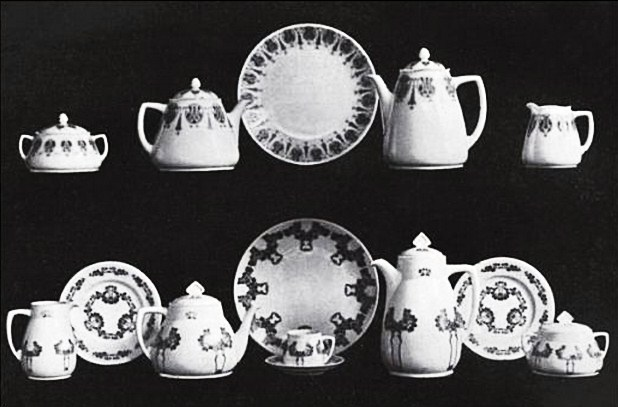
Hugo Scheinert – projekt ornamentyki dla Fabryki Porcelany Hermann OHME, Niedersalzbrunn

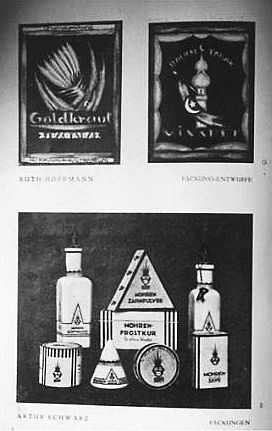
Hugo Scheinert – Sztuka reklamy – Wystawa niemieckich i włoskich artystów, Wrocław 1924/25

Hugo Scheinert, ur. 1873 we Wrocławiu, zm. 1943 w Janowicach Wielkich – niemiecki pisarz, malarz i grafik, pedagog i teoretyk sztuk pięknych.

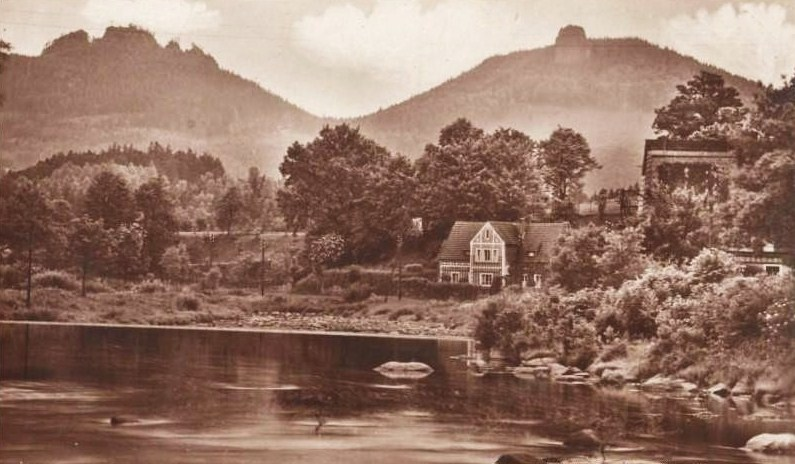
Janowice Wielkie – dom artysty (zdjęcie z roku 1928)

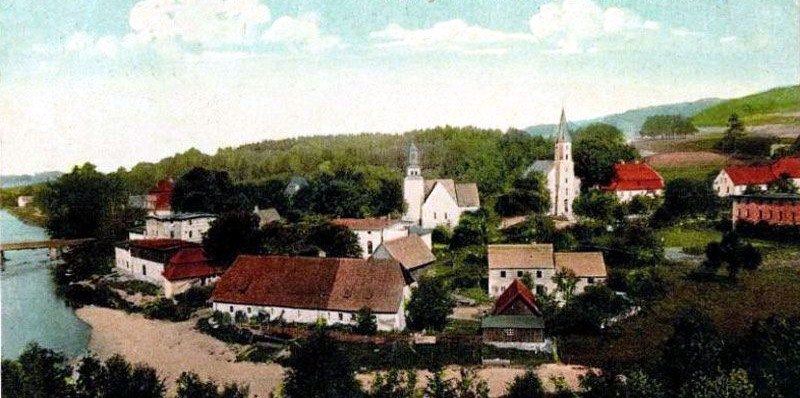
Janowice Wielkie na przełomie XIX i XX w. – obraz H. Scheinerta

## Życiorys
Do roku 1902 prowadził swą prywatną szkołę, w której kształcił specjalistów ornamentyki dla dolnośląskich fabryk porcelany. On jak i jego liczni uczniowie przyczynili się do restauracji zabytków starożytności dla wielu niemieckich muzeów, w szczególności dla Śląskiego Muzeum Rzemiosła i Sztuki Starożytnej (niem. Schlesische Museum fur Altertumer und Kunstgewerbe).
Scheinert współpracował ściśle jako grafik z wydawnictwem Wilhelma Gottlieba Korna.
Od 1902 roku był wykładowcą rysunku i kaligrafii w Państwowej Akademii Sztuki i Rzemiosła Artystycznego (niem. Staatliche Akademie für Kunst und Kunstgewerbe) we Wrocławiu, która to uczelnia była w swym czasie – obok Bauhausu – najważniejszą akademią sztuki w Niemczech. Od 1911 r. wykładał także w Akademii Sztuk Pięknych we Wrocławiu.
Był członkiem Związku Artystów Śląska (niem. Künstlerbund Schlesien).
Scheinert znany był ze swych secesyjnych wzorów exlibrisów.
Ważniejsze wystawy:
- 1902 Ausstellung fur kunstlerische Nadelarbeit und Handweberei, Lipsk,
- 1904 Sonder-Ausstellung des Kunstgewerbevereins,
- 1913 Ausstellung des Schlesischen Kunstlerbundes,
- 1914 Deutsche Werkbund-Ausstellung, Kolonia,
- 1925 Sztuka reklamy – Wystawa niemieckich i włoskich artystów, Wrocław
- 1927 Schlesische Wertschau,
- 1927 Kunstausstellung, Wrocław

Od roku 1924 mieszkał w Janowicach Wielkich (niem. Alt-Jannowitz, później – Jannowitz im Riesengebirge).
Zmarł w niewyjaśnionych okolicznościach. Nie jest znana dokładna data jego śmierci.